# سقوط پرواز ۱۸۲ سریویجایا ایر (۲۰۲۱)
سقوط پرواز ۱۸۲ سریویجایا ایر (انگلیسی: Sriwijaya Air Flight 182) در بعد از ظهر ۹ ژانویه، چهار دقیقه پس از پرواز
به‌وقوع پیوست. یک پرواز مسافربری داخلی برنامه‌ریزی شده توسط سریویجایا ایر از فرودگاه بین‌المللی سوئکارنو-هتا در جاکارتا به فرودگاه سوپادیو در اندونزی بود. مقامات تأیید کردند که این هواپیما در آب‌های اطراف «هزار جزیره»، در ۲۰ کیلومتر دورتر از فرودگاه سقوط کرده‌است. جستجو برای هواپیما در حال انجام است.
این هواپیما ۶۲ سرنشین، شامل ۵۰ مسافر و ۱۲ خدمه داشت.

## هواپیما
هواپیمای که سقوط کرد یک بوئینگ ۷۳۷–۵۲۴ بود که با نام (PK-CLC MSN 27323/2616) ثبت شده‌است. این هواپیما در سال ۱۹۹۴ ساخته شد و اولین بار در همان سال با شماره ثبت N27610 به هواپیمایی کنتینتال تحویل داده شد. این هواپیما در سال ۲۰۱۰ با ادغام کنتینتال و یونایتد توسط هواپیمایی یونایتد خریداری شد. در ۱۵ مه ۲۰۱۲، هواپیما به هواپیمایی سریویجایا فروخته شد. این اولین نمونه از پانزده دستگاه ۷۳۷–۵۰۰ بود که توسط هواپیمایی سریویجایا در سال ۲۰۱۲ جایگزین ۷۳۷–۲۰۰ مورداستفاده آنان شد. هواپیمایی سریویجایا هواپیما را «سیترا» نامید. هواپیما مجهز به دو موتور CFMI CFM56-3B1 بود.

## اطلاعات پرواز
هواپیما قرار بود ساعت 14:10 UTC از فرودگاه بین‌المللی سوئکارنو – هاتا به پرواز درآید و قرار بود ساعت 15:40 UTC وارد فرودگاه بین‌المللی سوپادیو در پونتیاناک غربی شود. پس از خروج از ترمینال 2D فرودگاه، هواپیما در ساعت ۱۴:۳۶ به وقت محلی از باند 25R بلند شد. با توجه به تأخیر قابل توجه انتظار می‌رفت که ساعت 15:50 UTC در پونتیاناک فرود آید.
پرواز ۱۸۲ در حال صعود به ۱۳۰۰۰ فوت (۴۰۰۰ متر) بود که ناگهان به سمت راست چرخید . کنترل‌کننده ترافیک هوایی (ATC) این موضوع را مشاهده کرد و از خلبانان خواست که وضعیت خود را گزارش دهند، اما هیچ پاسخی دریافت نکرد. طبق داده‌های پرواز، هواپیما در طی مرحله صعود از ۱۰۹۰۰ فوت (۳٬۳۰۰ متر) به ۷٬۶۵۰ فوت (۲٬۳۳۰ متر) افت سریع ارتفاع داشته‌است. فلایت تریدر ۲۴ گزارش داد که چهار دقیقه پس از پرواز، هواپیما در کمتر از یک دقیقه ۱۰ هزار فوت (۳۰۰۰ متر) سقوط کرده‌است. ردیاب پرواز خاطر نشان کرد که آخرین ارتفاع ثبت شده هواپیما ۲۵۰ فوت (۷۶ متر) در ساعت بود. طبق داده‌های ارائه شده پرواز، هواپیما فقط در مدت زمان شش ثانیه کاهش ارتفاع ۷۵۵ فوت (۵۳۵ متر) را تجربه کرده‌است. پس از آن با افت ۸۲۵ فوت (۲۵۱ متر) در دو ثانیه، ۲٬۷۲۵ فوت (۸۳۱ متر) در چهار ثانیه و ۵٬۱۵۰ فوت (۱٬۵۷۰ متر) در هفت ثانیه آخر دنبال شد. آخرین تماس آن با کنترل ترافیک هوایی در ساعت ۱۴:۴۰ به گرینویج بود. فرض بر این است که هواپیما در ۱۹ کیلومتری فرودگاه بین‌المللی سوکرنو-هتا در نزدیکی جزیره لاکی (لاکی (Q4378768)) به دریای جاوه سقوط کرده‌است. با توجه به کنترل‌کننده ترافیک هوایی که در حال انجام وظیفه بود، هیچ وقت در طول پرواز تماس اضطراری یا تماس اضطراری (مانند پان پان یا می دی) وجود نداشت. مقامات حمل و نقل اندونزی همچنین اظهار داشتند که احتمالاً خلبان هواپیما از دستورالعمل پرواز پیروی نکرده‌است.

## شرایط آب و هوایی
داده‌های هواشناسی بدست آمده از BMKG نشان‌دهنده بارندگی متوسط تا شدید در زمان تیک‌آف هواپیما است. داده‌ها همین‌طور نشان دادند که آسمان در ارتفاع ۱۵ کیلومتری ابری بوده‌است با کمینه دمای منفی ۷۰ درجه سانتیگراد. این موضوع به گمانه‌زنی در مورد ایجاد نابسامانی آب‌وهوایی در هنگام پرواز منجر شده‌است. سازمان هواشناسی اندونزی نشان داده‌است که شرایط آب و هوایی شدید نبوده‌است.

## مسافران و خدمه پرواز
هواپیما ۶۲ مسافر داشت ۵۰ مسافر، شش خدمه پرواز فعال و شش خدمه پرواز غیرفعال داشت. تمامی سرنشینان هواپیما تابعیت اندونزی را داشتند. در میان مسافران، مولادی تامزیر، سیاستمداری از حزب وجدان مردم اندونزی نیز حضور داشته‌است. خلبان پرواز از افسران قدیمی نیروی هوای ارتش اندونزی بوده‌است.

## شرایط آب‌وهوایی
داده‌های هواشناسی بدست آمده از BMKG نشان‌دهنده بارندگی متوسط تا شدید در زمان تیک‌آف هواپیما است. داده‌ها همین‌طور نشان دادند که آسمان در ارتفاع ۱۵ کیلومتری ابری بوده‌است با کمینه دمای منفی ۷۰ درجه سانتیگراد. این موضوع به گمانه‌زنی در مورد ایجاد نابسامانی آب‌وهوایی در هنگام پرواز منجر شده‌است. سازمان هواشناسی اندونزی نشان داده‌است که شرایط آب و هوایی شدید نبوده‌است.

## تحقیق و بررسی
تحقیقات نشان می‌دهد این پرواز قبل از بلند شدن ۳۰ دقیقه تأخیر داشته‌است. یکی از مدیر هواپیمایی سریویجایا گفت: این هواپیما با وجود ۲۶ سال سن، قابلیت پرواز داشت. اگرچه ۳۰ دقیقه تأخیر مشاهده شد، او اصرار داشت که علت آن هوای بد، به ویژه باران شدید، به جای نقص مکانیکی بود است. در پاسخ، NTSC شرکت ایمنی حمل و نقل هوای آمریکا گفت که آنها با هواشناسی، آب و هواشناسی و آژانس ژئوفیزیک در رابطه با بدی آب و هوا در منطقه جاکارتان پیگیری و بررسی خواهند داشت. یک کارشناس هواپیمایی اندونزی گفت که براساس اطلاعات اولیه بازیابی شده از هواپیما، پرواز ۱۸۲ ممکن است دچار یک حادثه ناگهانی شده باشد که «آنقدر سریع اتفاق افتاده‌است که خلبانان از عهده کاری بر نیآمده است». داده‌ها همچنین نشان دادند که حتی یک تماس اضطراری از هواپیما ارسال نشده‌است.